# Bane B' Siane
Bane B' Siane est un groupe de musique tradi-moderne fondé en 1992 à Pointe-Noire, en république du Congo. 
Ce groupe est majoritairement composé de jeunes de Pointe-Noire et du Kouilou. Il prône un véritable  modèle de retour aux sources autour des traditions, des valeurs et de l’identité de l’ancien Royaume de Loango. 

## Origines
Le besoin de chanter en vili, une langue parlée dans la frange côtière de la république du Congo et de le faire connaître au plus grand nombre est apparu au début des années 1990. Le 24 octobre 1992 est officialisée la création du groupe musical Bane B' Siane qui signifie les orphelins.
Ils sont les précurseurs de ce style de musique avec Bane B’Liboungou, Jacques Koyo et sa danse Engondza, ainsi que BBGM,.
Les membres de l'orchestre, tous originaires de Mvoumvou ont auparavant opéré dans des chorales avant de rejoindre le groupe.
Le groupe initial était composé de quatre hommes et trois femmes. Les répétitions avaient lieu dans une maison particulière.
Bane B’Siane remet au goût du jour les traditions, la culture, les musiques traditionnelles, en perdition, du terroir Loango. 
Les premières apparitions du groupe se font lors des veillées mortuaires, en puisant dans le répertoire de la musique traditionnelle. Une touche de modernité est rajoutée par l'utilisation d'instruments modernes tels que la batterie et la guitare électrique. On y adjoint les percussions traditionnelles  pour véhiculer la sagesse Loango à travers le chant et la danse.
Le président et mécène du groupe est François Soumbou. Il le dirige depuis le 28 février 1994.
Bane B' Siane est un des groupes phares du festival pontenégrin U’Sangu Ndji-Ndji dont la première édition a eu lieu en 2008. Ce festival fait la part belle aux artistes de divers horizons en célébrerant les traditions, les cultures et le patrimoine musical africains,,.
Il a en outre participé et donné des concerts, à maintes reprises, aux grands festivals et salles de spectacles du Congo: le Festival Panafricain des  Musiques (Fespam), le Festival Feux de Brazza, les Salles de l’Institut Français de Pointe-Noire et de Brazzaville, Chemin de Damas, Forum Mbongui, le Palais du Parlement de Brazzaville.... 

## Membres
Les différents membres sont ou ont été :
- Rita Mavoungou dite Rima (Chant)
- Colette Loemba dite Cloé (Chant)
- Perpétue Pambou dite Tipé (Chant)[4]
- Blandine Mavoungou dite Norita (Chant)
- Armel Koutana dit Mélo (Chant)
- Olivier Yala dit Olive (Chant)
- Blaise Patrick Taty dit Caché (Chant)
- Marie Antoinette Tchissambou dite Rima ou Antou (Chant)
- Guy Talis Tchitembo, auteur et compositeur notamment des titres "Lelu Lelu" (cette fois-ci), "Tu zitusianu minu" (Sachons nous taire), "Yimanganu" (critiquez comme il vous plaira) et "Kadi likanda" (à chaque famille ses problèmes)[9].
- Joseph Tchicounda dit TJ ou TJson (Guitare solo, auteur et compositeur)
- Passy Londet dit Papy (Guitare solo)
- David Makoundi dit Mack Dav (Guitare accompagnatrice), ancien des Mains droites de Loandjili et des Mariens.
- Carrel Ngoma dit Karal Molinga (Synthétiseur)
- Albert Safou dit Moupelo (Guitare basse)
- Jimmy Kiesse (Guitare basse)
- Guy Sylvestre Taty dit GST (Drum et directeur technique)
- Franck Nkodia (Cuivres)
- Patrick Tatih (Cuivres)
- Rock Mayila (Synthétiseur)
- Dimitri Fouti (Percussions)
- Sosthène Makaya dit Pitchou (Percussions)
- Guy Missamou dit Guy Jazz (Percussions)

## Discographie
- 1998 : Album Lelu Lelu - FS Productions
  - Lelu Lelu (Cette fois-ci) - Rumba & folklore / Tallis
  - Luzingu Nzingu (La vie est un combat) - Rap / TJ
  - Dibung' (Le gaspillage) - Folklore / Mack dav
  - Kadi li Kand' (A chaque famille ses problèmes) - Rumba / Tallis
  - Libi Lini (Où est le mal?) - Zouk / TJ
  - Tu zitisianu minu (Sachons nous taire) - Salsa / Tallis
  - Ku bel' kuami (Je suis tout simplement malade) - Folklore / TJ
  - Yimanganu (Critiquez comme il vous plaira) - Rumba & folklore / Tallis
- 2012 : Album Force XI - FS Productions
  - Wa kab' tchi fumb'
  - Bissambi i biane
  - Besu bane b'siane
  - Limanin' mu mesu
  - Bwal' bwitu
  - Liao li tone
  - M'pani n'leli
  - Me ki yaba we
  - Minguin' mbembu bual'
  - N'natini bi kumbu
  - Zunguna bu luelu